# Violino piccolo

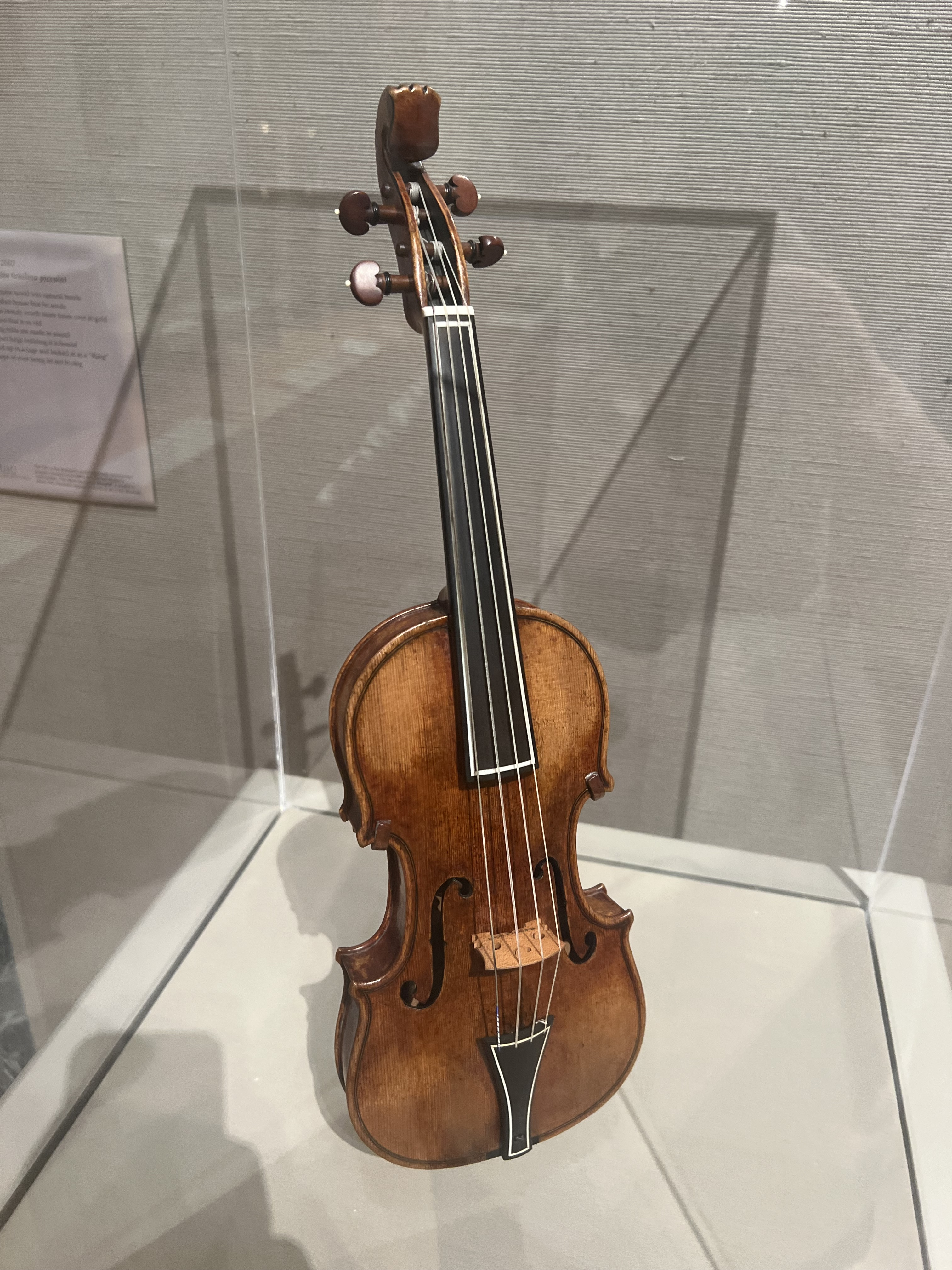
Un violono piccolo Stradivarius au Musée des Beaux-Arts de Boston.

Le violono piccolo (également appelé Diskantgeige, Terzgeige, Quartgeige ou Violino alla francese) est un petit instrument à cordes de la période baroque. La plupart des exemplaires sont de taille similaire à celle d'un violon pour enfant et sont accordés une tierce mineure (si3, fa4, do5, sol5) ou une quarte plus haut (do4, sol4, ré5, la5). L'œuvre la plus célèbre avec violono piccolo est le premier Concerto brandebourgeois de Jean-Sébastien Bach.
Le violono piccolo le plus connu est l'exemplaire des Frères Amati conservé au National Music Museum, à Vermillion, dans le Dakota du sud. Selon les mesures modernes, la taille du corps de l'instrument correspond à celle d'un violon 3/4, la taille de son manche celle d'un violon 1/2 et la taille de sa tête à celle d'un violon 3/4. La largeur de la touche est un tiers plus petite que celle d'un violon entier ce qui en tenant compte des autres mesures implique une relation conceptuelle claire avec le violon entier.
Lorsque la conception des violons a changé au début de la période rococo, il est devenu possible de jouer plus aiguës sur un violon standard et le violono piccolo a progressivement été moins utilisé.
Des violons accordés de la même manière ont été construits à l'époque moderne mais n'ont pas encore été adoptés comme standard.